# Hans Benner
Hans Benner (* 1949 in Herbornseelbach) ist ein deutscher Politiker (SPD) und war seit 2001 Bürgermeister der Stadt Herborn. Mitte September 2019 hat er sein Amt seiner Nachfolgerin Katja Gronau (parteilos) übergeben.

## Leben
Benner ist seit dem Jahr 1972 in der Kommunalpolitik aktiv. Unter anderem war er Stadtverordneter und bekleidete das Amt des Stadtverordnetenvorstehers. Im Jahr 2001 kandidierte er für das Amt des Bürgermeisters von Herborn. Nachdem bei der Wahl am 18. März kein Kandidat die Mehrheit erzielen konnte, wurde er am 1. April in einer Stichwahl mit 56,9 % der gültigen Stimmen gewählt. Am 25. März 2007 sowie am 24. März 2013 wurde er mit 73,0 % bzw. 51,3 % der gültigen Stimmen jeweils wiedergewählt.
Im Februar 2013 wurde er Ehrenbürger von Iława, der polnischen Partnerstadt von Herborn. Benner ist Gründungsmitglied und Vorsitzender des Heimat- und Geschichtsvereines Herborn-Seelbach e.V. sowie Beisitzer im Vorstand der Arbeitsgemeinschaft Deutsche Fachwerkstädte e.V. Er ist verheiratet und hat zwei Kinder.